# Love and Kisses (album Dannii Minogue)
Love and Kisses è un album in studio della cantante australiana Dannii Minogue, pubblicato nel 1991.
Si tratta del primo disco diffuso sul mercato internazionale dall'artista, che aveva pubblicato l'album Dannii in Australia nel 1990.

## Tracce
1. Love and Kisses (Dancin' Danny D 7" Mix) (Alvin Moody) – 3:27*
2. $ucce$$ (Bruce Forest 7" Mix) (Minogue, Moody) – 3:40
3. So Hard to Forget (Gale, Hairston) – 5:14
4. Party Jam (Edit) (Bell, Isles, Moody) – 3:35
5. Attitude (Moody) – 5:08
6. Work (Bell, Dukes, Isles, Moody) – 4:26
7. Jump to the Beat (Narada Michael Walden, Lisa Walden) – 4:04
8. Call to Your Heart (Edited version) (Arderley, Moody) – 5:32**
9. I Don't Wanna Take This Pain (Original version) (Minogue, Bell, Isles, Moody) – 4:43
10. Love Traffic (K. Minogue, Moody) – 5:59
11. Baby Love (Original version) (Stephen Bray, Kessler, Richards) – 4:41***
12. True Lovers (Dancin' Danny D 7" Mix) (Bell, Moody) – 4:34*

## Classifiche
| Classifica (1991) | Posizione raggiunta |
| ----------------- | ------------------- |
| Regno Unito       | 8                   |